# Samoana abbreviata
Samoana abbreviata é uma espécie de gastrópode da família Partulidae.
É endémica da Samoa Americana. As principais ameaças a esta espécie são a modificação do seu habitat e a destruição resultante dos impactos de espécies invasoras (por exemplo, plantas exóticas), atividades agrícolas e assentamentos. Também está em perigo crítico na natureza como resultado da introdução da espécie predadora Euglandina rosea.